# Казачински рејон
Казачински рејон (рус. Каза́чинский район) је општински рејон у централном делу Краснојарске Покрајине, Руске Федерације.
Административни центар рејона је насеље Казачинскоје (рус. Казачинское).
Подручје се налази у централном делу Покрајине, 160-230 км северно од Краснојарска и 110-130 км од Јенисејска. Површина рејона је 5.755 км². 
Рејон је смештен на обе обале реке Јенисеј. Кроз рејон пролази рута ауто-пута „Краснојарск - Јенисејск“. У близини села Казачинскоја (233-240 км од Краснојарска) је један од најтешњих пролаза реке Јенисеја, Казачински праг.
Суседне области региона су:
- север: Јенисејски и Мотигински рејон
- исток: Тасејевски рејон
- југ: Бољшемуртински рејон
- запад: Пировски рејон

Укупна површина рејона је 5.755 km².
Укупан број становника рејона је 10.288 (2014).